# Skala hyperfrygijska
Skala hyperfrygijska (także lokrycka) – siedmiostopniowa skala muzyczna wypracowana przez antyczną kulturę lokrycką. 
Jest skalą pochodną, złożoną z dźwięków skali frygijskiej. Przedrostek hyper w nazwie oznacza nad; skala rozpoczyna się o kwintę wyżej niż skala podstawowa. Dzieli się na dwa tetrachordy. 
Skala współcześnie używana jest w jazzie.